# I (газета)
i — ежедневная британская газета. Приложение к известной общебританской газете «The Independent». Первый номер вышел 26 октября 2010 года.
Стоимость первого номера из 56 страниц составила 20 пенсов. Газета выходит с понедельника по пятницу. «i» вместе с «The Independent» принадлежит российскому предпринимателю Александру Лебедеву.